# Loma Alta (ort i Honduras, Departamento de Santa Bárbara)
Loma Alta är en ort i Honduras.   Den ligger i departementet Departamento de Santa Bárbara, i den västra delen av landet, 210 km nordväst om huvudstaden Tegucigalpa. Loma Alta ligger 461 meter över havet och antalet invånare är 1 067.
Terrängen runt Loma Alta är kuperad. Runt Loma Alta är det ganska tätbefolkat, med 134 invånare per kvadratkilometer. Närmaste större samhälle är Macuelizo, 11,1 km söder om Loma Alta. 